# عوز الغلوبولين المناعي إيه الانتقائي
عوز الغلوبولين المناعي إيه هو عوز مناعي وراثي، وأحد أشكال نقص غاما غلوبولين الدم. يفتقر الأشخاص المصابون بهذا العوز إلى الغلوبولين المناعي إيه، وهو أحد أنواع الأضداد التي تحمي من الإصابة بإنتانات الأغشية المخاطية للفم، والمجاري التنفسية، والجهاز الهضمي.  يتميز هذا المرض بوجود بمستوى مصلي غير قابل للكشف من الغلوبولين المناعي إيه، مع وجود مستويات مصلية طبيعية من الغلوبولين المناعي جي، والغلوبولين المناعي إم، عند الأشخاص الذين تزيد أعمارهم عن 4 سنوات، وهو أكثر الأعواز المناعية الأولية شيوعًا. يتمتع معظم المصابون بهذا العوز بصحة جيدة طوال حياتهم، ونادرًا ما يشخص مرضهم.

## الأعراض والعلامات
لا تظهر أي أعراض عند  85-90%من الأفراد الذين يعانون من عوز الغلوبولين المناعي إيه، لم يعرف حتى الآن سبب بقاء المرضي لاعرضي، وما يزال من المواضيع المثيرة للاهتمام والجدل. يميل بعض المرضى الذين يعانون من عوزآي جي إيه إلى الإصابة بالإنتانات الرئوية الجيبية المتكررة، وإنتانات واضطرابات الجهاز الهضمي، والحساسية، وأمراض المناعة الذاتية، والأورام الخبيثة، عادةً ما تكون هذه الالتهابات خفيفة، ولا تستدعي إجراء الفحوص المتممة إلا عندما تتكرر بشكل يستدعي البحث. نادرًا ما يترافق عوز آي جي إيه بتفاعلات حادة، كالصدمة التأقية عند نقل الدم أو عند العلاج بالغلوبولين المناعي الوريدي، وتحدث الصدمة التأقية بسبب وجود آي جي إيه في هذه المنتجات الدموية. يملك مرضى عوز آي جي إيه قابلية أعلى للإصابة بذات الرئة، ونوبات متكررة من التهابات الجهاز التنفسي، وخطرًا أعلى للإصابة بأمراض المناعة الذاتية في منتصف العمر.
يتشابه عوز آي جي إيه، والعوز المناعي المتغاير الشائع بحصار تمايز الخلايا البائية، ويختلفان عن بعضهما بعيوب المجموعات الفرعية الأخرى من الخلايا اللمفاوية.
يمكن أن يصاب مرضى عوز آي جي إيه بنقص غلوبولين الدم الشامل المميز للعوز المناعي المتغاير الشائع، ينتمي كل من عوز آي جي إيه الانتقائي و العوز المناعي المتغير الشائع إلى المجموعة نفسها.

## الأسباب
يعتبر عوز الغلوبولين المناعي إيه الانتقائي مرضًا وراثيًا، يتعلق بعيوب الصبغيات  18و 14 و6. يمكن أن ينتج عوز آي جي إيه الانتقائي عن بعض الإنتانات الخلقية داخل الرحم، ولكنه في أغلب الحالات مرض وراثي.

## التشخيص
يمكن تأكيد التشخيص عند الاشتباه عن طريق القياس المخبري لمستوى آي جي إيه الدم، يكون تركيز الغلوبولين المناعي إيه أقل من 7 ملغ/ ديسيلتر، مع مستويات آي جي جي، وآي جي أم طبيعية. (المجال المرجعي لآي جي إيه  70-400 ملغ / ديسيلتر للبالغين، وأقل بقليل عند الأطفال).

## العلاج
تبدأ العلاج بتحديد الحالات المرضية المرافقة، واتخاذ التدابير الوقائية للحد من مخاطر الإنتان، والعلاج الفوري والفعّال للإنتان باستخدام الصادات الحيوية. لا يوجد علاج للاضطراب الأساسي.

### العلاج بالغلوبولين المناعي الوريدي
كان استخدام الغلوبولين المناعي الوريدي شائعًا لعلاج عوز آي جي إيه الانتقائي، من دون وجود أي دليل على فائدته في معالجة هذا العوز. يمكن استخدام العلاج باستخدلم الغلوبولين المناعي عندما يترافق عوز آي جي إيه مع حالة مرضية أخرى قابلة للعلاج بالغلوبولين المناعي، بينما لا ينصح باستخدامه لمعالجة عوز آي جي إيه الانتقائي قبل ظهور تراجع في إنتاج الأضداد النوعية.